# Miss Earth

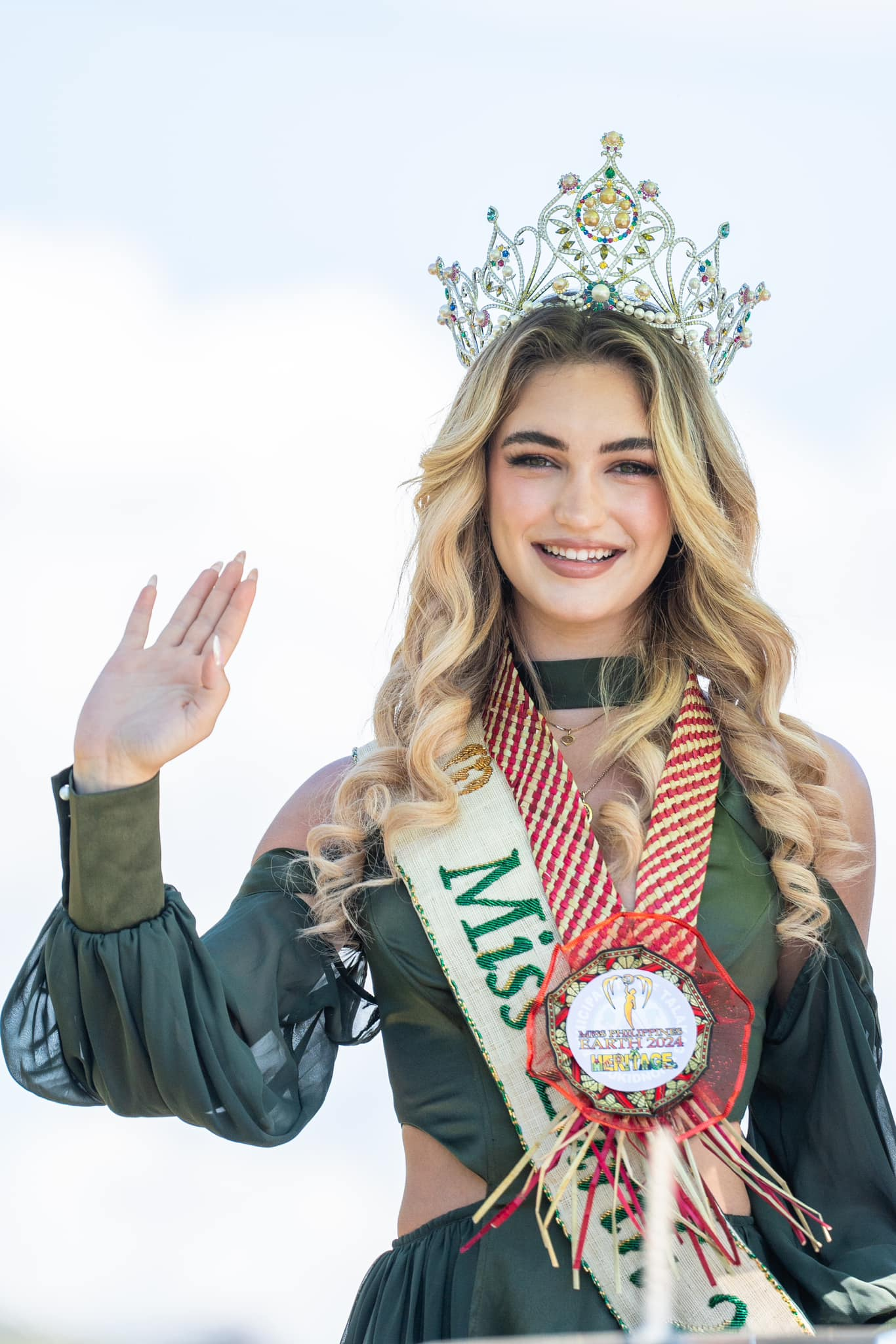
Drita Ziri is de meest recente Europese winnares voor Miss Earth (2023).

Miss Earth is een internationale missverkiezing met als motto Beauties For A Cause (schoonheden met een doel). De verkiezingen worden sinds 2001 in november gehouden.
De verkiezing is opgezet vanuit het idee, dat een misstitel leidt tot een grote media-aandacht, doordat vele mensen schoonheidskoninginnen waarderen of het willen zijn. Deze aandacht kan voor een goed doel worden ingezet. De Miss Earth dient zich in te zetten voor het milieu en de bescherming van de aarde, evenals de bevordering van het toerisme voor het land van de organisator.
De Miss Earth-verkiezing wordt erkend als een van de vier grootste en meest toonaangevende missverkiezingen op wereldniveau samen met Miss Universe, Miss World en Miss International. Deze vier missverkiezingen worden ook wel de BIG 4 pageants genoemd.
| Jaar  | Miss Earth                     | Land                  |
| ----- | ------------------------------ | --------------------- |
| 2024  | Jessica Lane                   | Australië             |
| 2023  | Drita Ziri                     | Albanië               |
| 2022  | Mina Sue Choi                  | Zuid-Korea            |
| 2021  | Destiny Wagner                 | Belize                |
| 2020  | Lindsey Coffey                 | Verenigde Staten      |
| 2019  | Nellys Pimentel                | Puerto Rico           |
| 2018  | Nguyễn Phương Khánh            | Vietnam               |
| 2017  | Karen Ibasco                   | Filipijnen            |
| 2016  | Katherine Espín                | Ecuador               |
| 2015  | Angelia Ong                    | Filipijnen            |
| 2014  | Jamie Herrell                  | Filipijnen            |
| 2013  | Alyz Henrich                   | Venezuela             |
| 2012  | Tereza Fajksova                | Tsjechië              |
| 2011  | Olga Alava                     | Ecuador               |
| 2010  | Nicole Faria                   | India                 |
| 2009  | Larissa Ramos                  | Brazilië              |
| 2008  | Karla Paula Henry              | Filipijnen            |
| 2007  | Jessica Nicole Trisko          | Canada                |
| 2006  | Hil Yesenia Hernandez Escobar  | Chili                 |
| 2005  | Alexandra Braun Waldeck        | Venezuela             |
| 2004  | Priscilla Meirelles de Almeida | Brazilië              |
| 2003  | Dania Patricia Prince Mendez   | Honduras              |
| 2002  | Winfred Adah Omwakwe           | Kenia                 |
| 2002¹ | Džejla Glavović                | Bosnië en Herzegovina |
| 2001  | Catharina Svenson              | Denemarken            |

¹ De organisatie ontnam Džejla Glavović de titel omdat ze niet aan de verplichtingen van de winnares voldeed. De kroon werd daarop doorgegeven aan de nummer 2 van dat jaar: Winfred Adah Omwakwe.